# جون دبليو. نورث
جون دبليو. نورث (بالإنجليزية: John W. North)‏ هو محامي وقاضي وسياسي أمريكي، ولد في 4 يناير 1815 في نيويورك في الولايات المتحدة، وتوفي في 22 فبراير 1890 في فريسنو في الولايات المتحدة. حزبياً، نشط في الحزب الجمهوري لمينيسوتا ‏.